# ديلون فيليبس
ديلون فيليبس (بالإنجليزية: Dillon Phillips)‏ هو لاعب كرة قدم بريطاني في مركز حراسة المرمى، ولد في 11 يونيو 1995 في Hornchurch ‏ في المملكة المتحدة. لعب مع تشارلتون أثلتيك.

## وصلات خارجية
- ديلون فيليبس على موقع قاعدة بيانات كرة القدم.إي يو (الإنجليزية)
- ديلون فيليبس على موقع Soccerway.com (الإنجليزية)